# Чёртовы скалы (Львов)
Чёртовы (Четовы) скалы — группа скал, а также холм и памятник природы местного значения. Расположены у южной окраины села Лисиничи (Львовский район, Львовская область), между городами Львовом и Винники, в пределах Винниковского лесопарка.

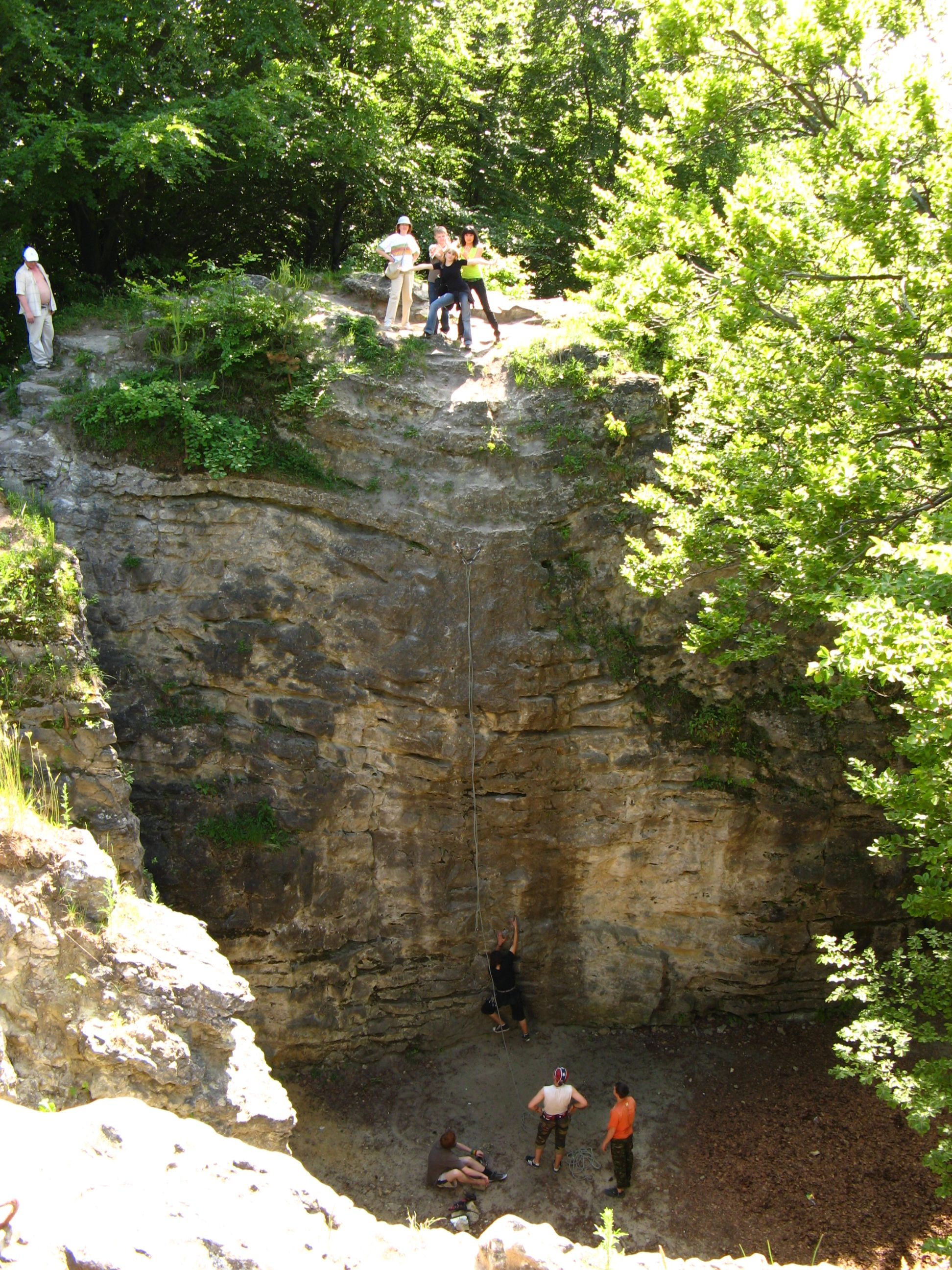
Чёртовы скалы

Скалы расположены на вершине лесистого холма (высота 414 м над у.м.) и на его северных склонах, которые крутыми уступами обрываются в сторону села Лисиничи. Максимальная высота скал — до 20 м. Скалы состоят из верхнетортонских песчаников (которым уже более 10 млн лет) и когда-то были выше. В течение последних веков здесь добывали камень для строительства и мощения дорог. Центральная скала, расположенная на самой вершине холма, невысокая, у своего подножия имеет небольшой грот (очевидно, рукотворный). Некоторые другие скалы используются альпинистами для тренировок.
Вся скальная группа очень живописна, и из-за легкодоступности и близости ко Львову является любимым место отдыха львовян.
К скалам можно подняться из села Лисиничи, от автодороги Львов — Винники (от остановки «Винниковское озеро», ок. 2 км), либо по железной дороге от дрожжевого завода.

## Археология
Львовская областная экспедиция Института украиноведения им. Ивана Крипякевича НАН Украины в 1973 году открыла и обследовала урочище Чёртова скала и площадки перед ним. В верхнем горизонте зафиксированы материалы XVIII—XX вв., а также фрагменты посуды эпохи раннего железа (скифский период) и многочисленные кости животных, в частности одомашненных. В горизонте II на глубинах от 50-65 см до 135—140 см обнаружены останки только диких животных (оленя благородного и северного, лисы, барсука, птиц и т. д.) и кремнёвые изделия, скребки и ножи. Датирование по С14 показало возраст этих находок — 8500 лет от наших дней. В горизонте III (от 135—140 до 200—205 см от поверхности) найдены останки мамонта, северного оленя, птиц, других животных, а из кремнёвых изделий — скребки, резцы и ножи (13 500 лет назад). В горизонте IV обнаружены кости мамонта, северного оленя, первообытного коня и других животных, а из каменных и костяных изделий — скребло, ножи и проколки. Комплекс датирован поздним палеолитом (27 200 лет назад).
По мнению археологов, под скалой было древнейшее поселение на территории Львова — охотничий лагерь. Он существовал раньше, чем Кирилловская стоянка в Киеве (19 тысяч лет назад) и поселения на улице Спажистий в Кракове (25 тысяч лет назад). Древние охотники охотились на территории нынешнего Львова на мамонтов, пещерных медведей и львов. В верхних отложениях в навесе Львов VII обнаружены также остатки материальной культуры времён галицко-волынского князя Даниила и его сына Льва.